# Briunny Garabito Segura

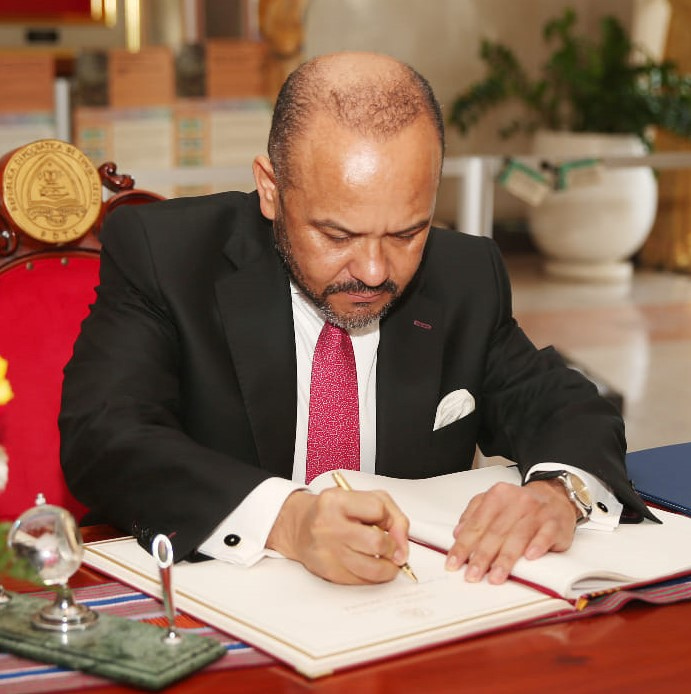
Briunny Garabito Segura (2023)

Briunny Garabito Segura ist ein Diplomat der Dominikanischen Republik.

## Werdegang
Garabito Segura hat einen Abschluss in Philosophie mit den Schwerpunkten Politik und internationale Angelegenheiten und hatte Kurse in Management, Politik und Governance belegt. Der langjährige Beamte im Außenministerium war bis 2018 Botschafter der Dominikanischen Republik in Kanada.
Am 19. Juni 2018 wurde Garabito Segura mit dem Dekret 231-18 zum ersten Botschafter der Dominikanischen Republik in Peking, Die Dominikanische Republik und die Volksrepublik China hatten erst am 1. Mai 2018 diplomatische Beziehungen aufgenommen, nachdem die dominikanische Regierung ihre Beziehungen zu Taiwan abgebrochen hatte. Am 1. Februar 2023 übergab Garabito Segura seine Zweitakkreditierung als Botschafter in Osttimor an Präsident José Ramos-Horta.